# Varages
Varages là một xã thuộc tỉnh Var trong vùng Provence-Alpes-Côte d’Azur, Pháp. Xã này có diện tích 35,11 km², dân số 1059 người. Xã này nằm ở khu vực có độ cao trung bình 304 mét trên mực nước biển.

## Biến động dân số
| 1962                                         | 1968 | 1975 | 1982 | 1990 | 1999 | 2006 |
| -------------------------------------------- | ---- | ---- | ---- | ---- | ---- | ---- |
| 726                                          | 829  | 772  | 766  | 902  | 880  | 1059 |
| Số liệu từ năm 1962, dân số không tính trùng |      |      |      |      |      |      |